# Juan Palou y Coll
Juan Palou y Coll (Palma, 1828-Palma, 1906) fue un dramaturgo, poeta y político español.

## Biografía
Nacido en Palma de Mallorca en 1828, el día 29 de mayo, estrenó en 1859 el cuadro histórico La Campana de la Almudaina. Más adelante fue autor de La espada y el laúd (1865), al que Cejador y Frauca tacha de «drama desleído y confuso», y Don Pedro del Puñalet (drama, 1900). Palou, que obtuvo escaño de diputado en las elecciones para las Cortes constituyentes de 1869 por el distrito de su ciudad natal, llegó a ser elegido senador por Baleares en 1872, pero no llegó a jurar el cargo. Falleció en su ciudad natal, el día 13 de mayo de 1906. Políticamente estuvo del lado del partido republicano.